# Magellan (przedsiębiorstwo)
Magellan S.A. – spółka akcyjna z siedzibą w Łodzi, notowana na Giełdzie Papierów Wartościowych w Warszawie w latach 2007–2016. Przedmiotem działalności są produkty i usługi finansowe świadczone głównie podmiotom działającym na rynku medycznym. Spółka udziela gwarancji spłaty zobowiązań, zapewnia finansowanie poprzez udzielanie pożyczek, zapewnienie usługi medLeasingu, faktoringu, refinansowanie zobowiązań oraz finansowanie należności (nabycie należności i przejęcie roli kredytującego szpital).
Z usług Magellan S.A. korzystają szpitale, firmy farmaceutyczne, firmy świadczące usługi szpitalom. Ponadto spółka zajmuje się finansowaniem inwestycji jednostek samorządu terytorialnego.

## Grupa kapitałowa
Magellan S.A. wchodzi w skład międzynarodowej Grupy Kapitałowej Magellan, prowadzącej działalność na terenie Czech i Słowacji poprzez spółki zależne – Magellan Česká republika s.r.o. z siedzibą w Pradze i Magellan Slovakia s.r.o. z siedzibą w Bratysławie. Do Grupy Kapitałowej Magellan należy również Oddział Korporacyjny w Hiszpanii z siedzibą w Barcelonie. W ramach grupy działa także MEDFinance S.A., która zajmuje się finansowaniem inwestycji w sektorze służby zdrowia.
Od 3 czerwca 2016 Magellan należy do włoskiej grupy bankowej Banca Farmafactoring (BFF), która po przeprowadzeniu przymusowego wykupu akcji pomiędzy 24 a 30 czerwca, zmaterializowała je, co spowodowało wykluczenie spółki z obrotu giełdowego z dniem 6 grudnia 2016 roku.

## Nagrody i wyróżnienia
- Gazela Biznesu 2014
- Skrzydła Biznesu 2014
- Giełdowa Spółka Roku 2013
  - 3. miejsce w kategorii „kompetencje zarządu” w rankingu Giełdowa Spółka Roku 2013
  - 7. Giełdowa Spółka Roku 2013 w rankingu najlepiej ocenianych przez analityków spółek notowanych na GPW[7]